# Agonis flexuosa
Agonis flexuosa, comúnmente conocido como menta de Australia Occidental, árbol menta y mirto sauce, es  una especie botánica de árbol que crece en el suroeste de  Australia Occidental.  Es una de las especies más comunes de Agonis  y uno de los más reconocibles árboles de Australia Occidental, creciendo comúnmente en parques y en las orillas de las carreteras de Perth, y Bremer Bay (34°23'S).

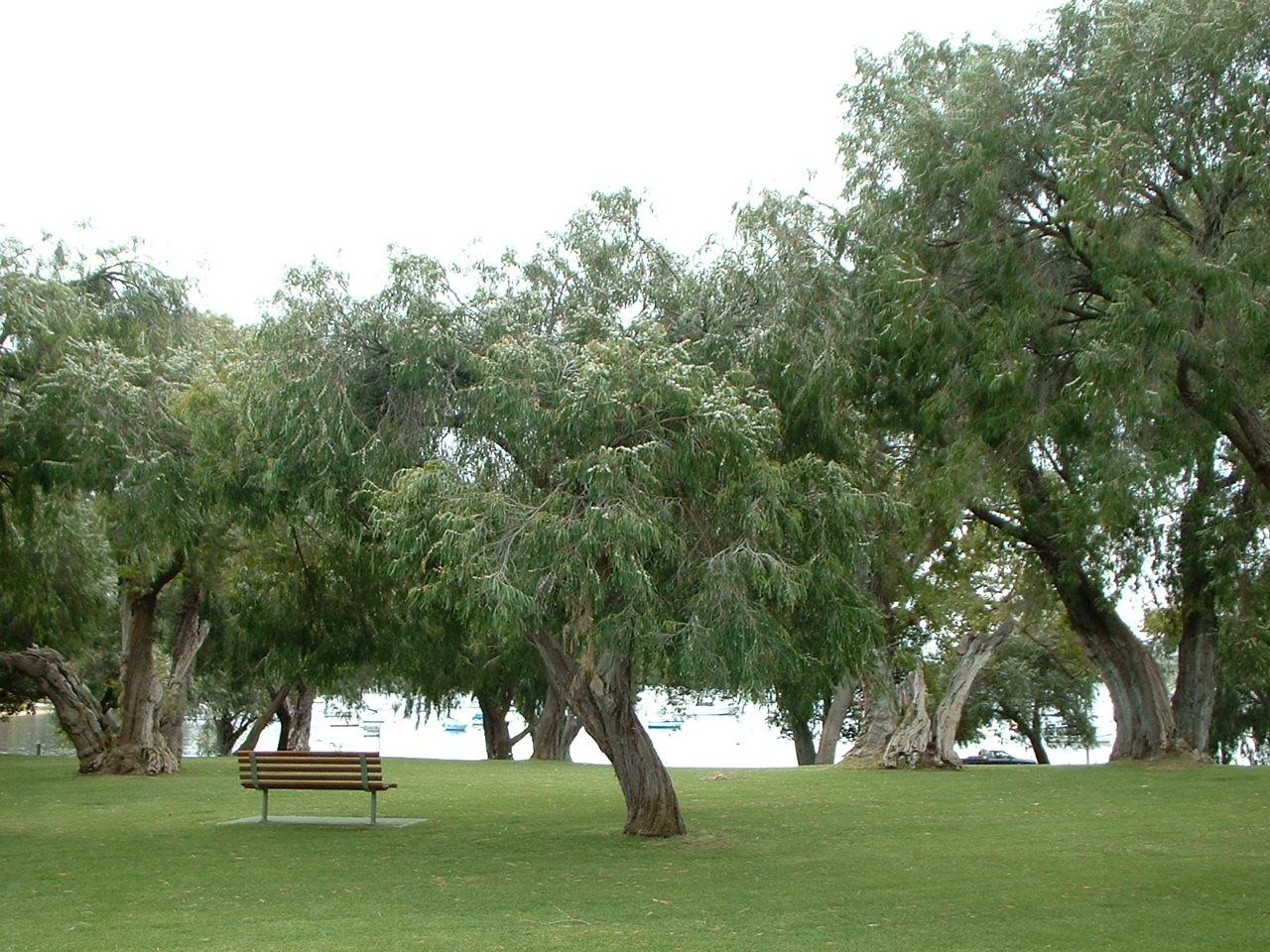
Plantío de árboles menta dando la vista al Río Swan.

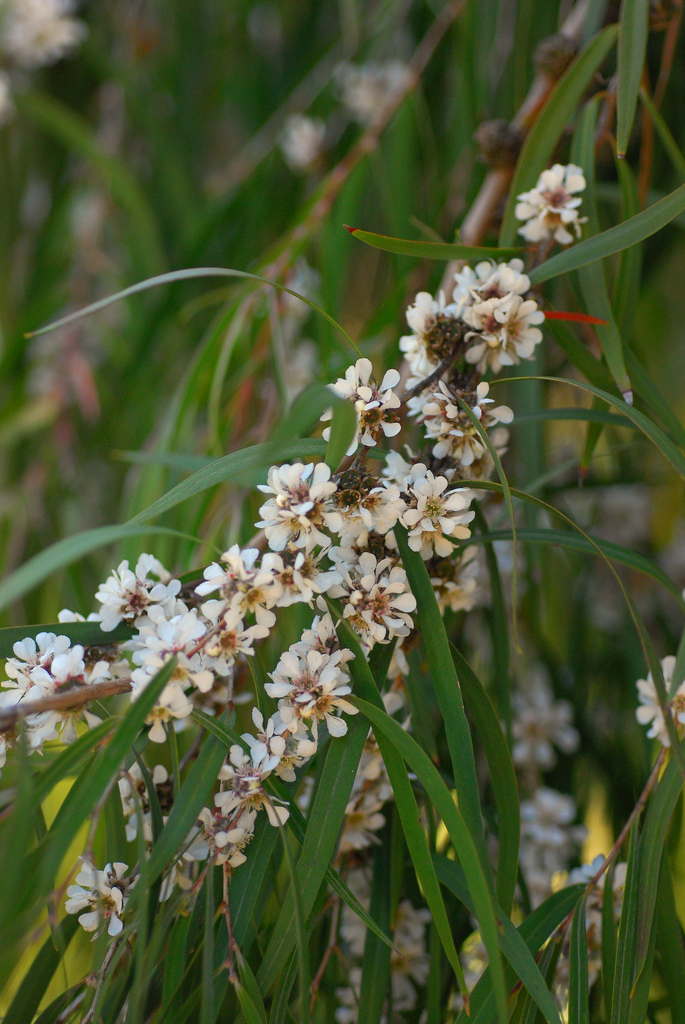

## Descripción
A. flexuosa es un  árbol que oscila entre los 10 y 15 m de altura. Presenta una corteza fibrosa, parda, con hojas largas de color verde oscuro opaco. También este árbol presenta inflorescencias agrupadas de pequeñas flores blancas en los ejes, las cuales crecen entre agosto y diciembre.  Este árbol crece en un hábito llorón, con una notable similitud a Salix babylonica. 
Una de las características más llamativas del A.flexuosa es el fuerte olor a menta que desprenden las hojas rotas o aplastadas del mismo.

## Etimología
El nombre del género "Agonis" viene del griego agon (grupo), en referencia a la disposición de los frutos de la especie. El nombre de la especie "flexuosa" viene del latín (llena de curvas), en referencia al curso del tallo en forma de zig-zag, que cambia de dirección a cada nodo de hoja. En un principio Sprengel colocó esta planta en el género Leptospermum en 1819, aunque Schauer posteriormente lo reubicó en Agonis en 1844.

## Variedades
De esta planta hay dos variedades conocidas: 
- Agonis flexuosa var. flexuosa.
- Agonis flexuosa var. latifolia.

De esta última el cultivar Agonis flexuosa 'Nana' es una forma enana que es comúnmente vista en Perth para setos. 

## Variedades ySinonimia
- Metrosideros flexuosa Muhl. ex Willd., Enum. Pl.: 514 (1809).
- Leptospermum flexuosum (Muhl. ex Willd.) Spreng., Novi Provent.: 25 (1818).
- Billottia flexuosa (Muhl. ex Willd.) R.Br., J. Roy. Geogr. Soc. 1: 19 (1832).

var. flexuosa. Del oeste de Australia.
- Leptospermum resiniferum Bertol., Opusc. Sci. 1: 148 (1817).
- Leptospermum glomeratum H.L.Wendl., Flora 2: 678 (1819).
- Billottia flexuosa var. angustifolia Otto & A.Dietr., Allg. Gartenzeitung 9: 218 (1841).

var. latifolia (Otto & A.Dietr.) Schauer in J.G.C.Lehmann, Pl. Preiss. 1: 117 (1845). Del oeste de Australia.
- Billottia flexuosa var. latifolia Otto & A.Dietr., Allg. Gartenzeitung 9: 218 (1841).[1]